# Estación de Duroc
La estación de Duroc es una estación de las líneas 10 y 13 del metro de París situada en la confluencia de los distritos VI, VII y XV. 

## Historia
La estación fue abierta el 30 de septiembre de 1923 con la llegada de la línea 10. El 27 de julio de 1937 llegaría la antigua línea 14, que se convirtió en línea 13 el 9 de noviembre de 1976.
Debe su nombre a Gérard Duroc, general francés fallecido el 23 de mayo de 1813 durante la Batalla de Bautzen. 
Desde el año 2008, la estación de la línea 10 es renombrada a Durock durante la celebración del Rock en Seine un festival que tiene lugar en el parque de Saint-Cloud en las afueras de París. 

## Descripción

### Estación de la línea 10
Se compone de dos andenes laterales de 75 metros de longitud y de dos vías.
Está diseñada en bóveda elíptica revestida completamente de los clásicos azulejos blancos biselados del metro parisino, con la única excepción del zócalo que es de color marrón. Los paneles publicitarios emplean un fino marco dorado con adornos en la parte superior. 
Su iluminación ha sido renovada empleando el modelo vagues (olas) con estructuras casi adheridas a la bóveda que sobrevuelan ambos andenes proyectando la luz en varias direcciones.
La señalización por su parte usa la tipografía CMP donde el nombre de la estación aparece sobre un fondo de azulejos azules en letras blancas. Por último, los asientos de la estación son verdes, individualizados y de tipo Motte.

### Estación de la línea 13

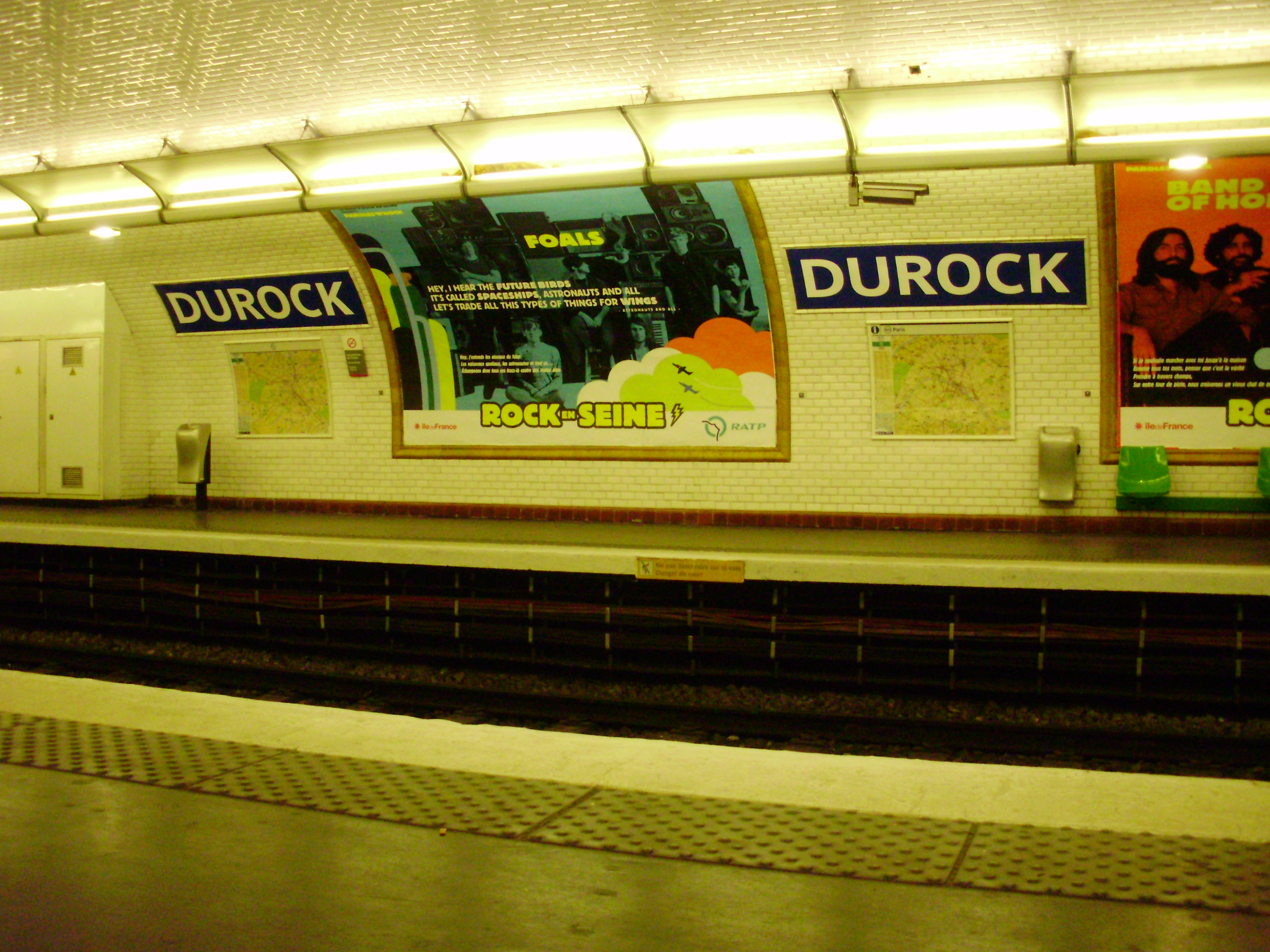
La estación de la línea 10 rebautizada a Durock.

Se compone de dos andenes laterales de 75 metros de longitud y de dos vías.
Es muy similar a la estación de la línea 10. Sólo ofrece variaciones en su iluminación que al ser de estilo Motte se realiza se realiza con lámparas resguardadas en estructuras rectangulares de color naranja que sobrevuelan la totalidad de los andenes no muy lejos de las vías y en el color de los asientos, que en este caso es rojo, y no verde como antes. 

## Accesos
La estación dispone de cuatro accesos:
- Acceso 1: a la altura del nº 56 del bulevar de los Inválidos.
- Acceso 2: a la altura del nº 2 del bulevar du Montparnasse.
- Acceso 3 y 4: plaza León-Paul Fargue.